# Henry Clay Frick
Henry Clay Frick (West Overton, 19 dicembre 1849 – New York, 2 dicembre 1919) è stato un imprenditore e mecenate statunitense indicato dai suoi critici come "uomo più odiato d'America". Lo scomparso Portfolio.com definì Frick come uno dei "peggiori amministratori delegati di tutti i tempi"..

## Biografia

### I primi anni
Frick nacque nella Contea di Westmoreland in Pennsylvania negli Stati Uniti, nipote di Abraham Overholt, proprietario della distilleria Overholt Whiskey. Suo padre, John W. Frick, non ebbe molto successo e capacità nella conduzione degli affari. Henry Clay Frick frequentò la Otterbein University per un anno ma non si laureò. Nel 1871, all'età di 21 anni, Frick coinvolse due cugini e un amico in una piccola società, usando un rudimentale forno in muratura per trasformare il carbone in coke per la produzione dell'acciaio. In meno di dieci anni era già diventato milionario. La compagnia si chiamava Frick Coke Company.
Grazie ai prestiti della famiglia del suo amico di tutta la vita, Andrew Mellon, dal 1880 Frick rilevò le quote dei suoi soci e la società venne rinominata H. C. Frick & Company. L'azienda impiegava 1.000 lavoratori e controllava l'80 per cento delle produzioni di carbone in Pennsylvania.

### H.C. Frick e Andrew Carnegie
Subito dopo essersi sposato con Adelaide, nel 1881, Frick incontrò Andrew Carnegie a New York City (mentre era in luna di miele con la moglie). Da questo incontro scaturì una società fra H. C. Frick & Company e Carnegie Steel Company che fu un passaggio verso la United States Steel. Questa società assicurava agli altoforni di Carnegie un adeguato rifornimento di carbone, e Frick divenne amministratore delegato della compagnia.

### L'inondazione di Johnstown
Su suggerimento del suo amico Benjamin Ruff, Frick fondò l'esclusivo South Fork Fishing and Hunting Club sulle alture soprastanti Johnstown, in Pennsylvania. I soci fondatori del South Fork Fishing and Hunting Club, consociati da Henry Clay Frick, furono: Benjamin Ruff, T. H. Sweat, Charles J. Clarke, Thomas Clark, Walter F. Fundenberg, Hartley Howard, Henry C. Yeager, J. B. White, Henry Clay Frick, E. A. Meyers, C. C. Hussey, D. R. Ewer, C. A. Carpenter. W. L. Dunn, W. L. McClintock e A. V. Holmes.
Gli oltre sessanta membri del club erano i maggiori magnati della Pennsylvania occidentale, e fra essi vi erano il migliore amico di Frick, Andrew Mellon, i suoi avvocati Philander Knox e James Hay Reed come pure il socio in affari di Frick, Andrew Carnegie. I membri del Club avevano creato quella che, a quel tempo, era la più grande diga di terra esistente al mondo, dietro la quale si formò un lago privato chiamato Lake Conemaugh. A meno di 31 km. a valle della diga era ubicata la città di Johnstown, e non a caso, la principale concorrente di Carnegie Steel, la Cambria Iron and Steel Company, che in quel tempo vantava la più grande produzione annua mondiale di acciaio.
Una scarsa manutenzione, l'improvviso scioglimento della neve, insolitamente alta, e le pesanti piogge primaverili provocarono il cedimento della diga il 31 maggio 1889, che provocò la Grande inondazione del 1889. Quando la notizia del cedimento della diga fu telegrafata a Pittsburgh, Frick e gli altri membri del club si riunirono per formare il Pittsburgh Relief Committee per l'assistenza concreta alle vittime delle inondazioni, nonché sull'accordo di non parlare mai pubblicamente del club o dell'inondazione. Questa strategia fu un successo, e Knox e Reed furono in grado di respingere tutte le accuse che avrebbero attribuito la colpa dell'accaduto ai membri del club. Anche se gli impianti della Cambria Iron and Steel vennero pesantemente danneggiati, tornarono alla piena produzione entro un anno e mezzo.

### Homestead Strike
La società tra Frick e Carnegie era indebolita sulle azioni da adottare in risposta allo sciopero, nel 1892, presso le Officine Homestead della Carnegie Steel Company, indetto dal sindacato dei lavoratori dell'acciaio e del ferro. Alla Homestead, i lavoratori in sciopero, alcuni dei quali armati, avevano bloccato il personale aziendale fuori dalla fabbrica circondandola con picchetti. Frick era noto per la sua politica antisindacale e le trattative erano ancora in corso, quando ordinò la costruzione di una solida recinzione sormontata da filo spinato intorno alla fabbrica. I lavoratori soprannominarono la fabbrica, recentemente fortificata, "Fort Frick." Con lo stabilimento circondato dagli operai in sciopero, la Pinkerton National Detective Agency decise di accedere alla fabbrica dal fiume. Trecento guardie private dell'agenzia Pinkerton si radunarono sulla diga della Davis Island sul fiume Ohio, a circa cinque 8 km. a valle di Pittsburgh alle 22:30 del 5 luglio 1892. Essi erano armati con carabine Winchester e imbarcati su due barconi appositamente attrezzati e trainati a monte con l'obiettivo di rimuovere i lavoratori con la forza. Dopo lo sbarco si determinò una grande mischia tra lavoratori e detective Pinkerton. Furono uccisi nove lavoratori, e per sedare gli scontri dovettero intervenire 8.000 uomini della milizia dello Stato.
Tra gli americani della classe operaia, l'azione di Frick contro gli scioperanti venne condannata divenendo il bersaglio dei sindacalisti. 
A causa di questo sciopero, alcune persone pensarono che fosse egli a essere raffigurato come il "ricco epulone" nei murales di Maxo Vanka nella Chiesa croata di San Nicholas, ma altri pensavano che si trattasse di Andrew Mellon.

### L'attentato
Insieme a Emma Goldman, l'anarchico Alexander Berkman complottò per attuare l'omicidio di Frick quale vendetta per i sedici lavoratori siderurgici uccisi nell'attacco della Pinkerton National Detective Agency, disposto da Frick per disperdere i lavoratori in sciopero e consentire l'ingresso ai crumiri. Il 23 luglio 1892, Berkman, armato di un revolver e di un punteruolo di acciaio acuminato, entrò nell'ufficio di Frick nel centro di Pittsburgh.

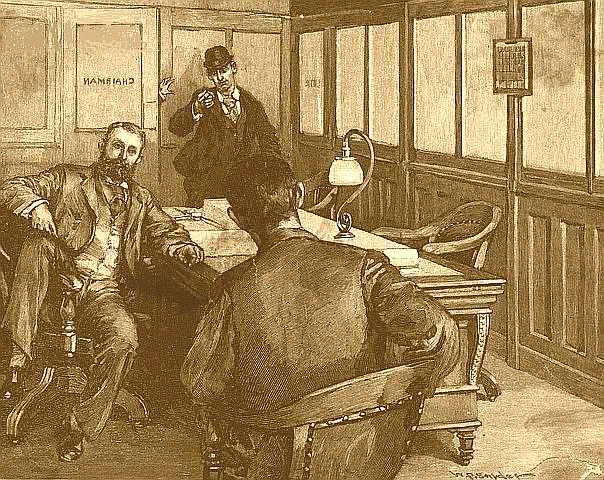
Berkman tenta di assassinare Frick, come illustrato da W. P. Snyder nel 1892, su Harper's Weekly.

Frick, intuendo quello che stava accadendo, tentò di salire sulla sedia mentre Berkman puntava la pistola e sparò quasi a bruciapelo. Il proiettile colpì Frick nel lobo dell'orecchio sinistro, penetrò nel collo in prossimità della base del cranio e andò a conficcarsi nella schiena. L'impatto buttò Frick a terra e Berkman sparò ancora, colpendo Frick al collo e facendolo sanguinare copiosamente. Il vice presidente (in seguito presidente) della Carnegie Steel John George Alexander Leishman, che era con Frick, riuscì ad afferrare il braccio di Berkman e a deviare un terzo colpo, salvando la vita a Frick.
Frick era gravemente ferito, ma si alzò e, con l'aiuto di Leishman, affrontò il suo aggressore. Tutti e tre gli uomini caddero a terra, dove Berkman riuscì a trafiggere Frick quattro volte a una gamba con il punteruolo, prima di essere sopraffatto da altri dipendenti che si erano precipitati in ufficio. Quando la polizia entrò nella stanza, a pistole spianate, Frick disse urlando, "Non sparate! Consegnatelo ai giudici, ma alzategli la testa e fatemi vedere il suo volto".
Frick tornò al lavoro in una settimana mentre Berkman fu accusato e riconosciuto colpevole di tentato omicidio. Le sue azioni nella pianificazione dell'assassinio indicarono chiaramente un intento premeditato di uccidere e fu condannato a 22 anni di carcere. Scontò una pena totale di quattordici anni e sotto la pressione dei sostenitori del movimento operaio, compresa la formazione The Berkman Defense Association,, venne amnistiato nel 1906.
La pubblicità negativa del tentato omicidio provocò la fine dello sciopero. Circa 2.500 operai persero il lavoro e alla maggior parte di quelli rimasti venne dimezzato lo stipendio.

### Vita privata
Sposò Adelaide Howard Childs di Pittsburgh il 15 dicembre 1881. Ebbero quattro figli: Childs Frick (nata il 12 marzo 1883), Martha Howard Frick (nata il 9 agosto 1885), Helen Clay Frick (nata il 3 settembre 1888) e Henry Clay Frick, Jr (8 luglio 1892). Nel 1882, dopo la costituzione della partnership con Andrew Carnegie, Frick e sua moglie acquistarono Frick Art & Historical Center, una tenuta a Clayton vicino a Pittsburgh. Si trasferirono nella tenuta nel 1883. I bambini nacquero a Pittsburgh e vennero allevati a Clayton. Due di loro, Henry, Jr. e Martha, morirono durante l'infanzia.
Nel 1904, fece costruire Eagle Rock, una casa di villeggiatura nel Massachusetts a Beverly nel quartiere elegante di Boston. La mansion di 104 stanze, progettata da Little & Browne, venne poi demolita nel 1969.
Frick fu un avido collezionista d'arte e la sua ricchezza gli permise di accumulare una significativa collezione. Nel 1905, le imprese di Henry Clay Frick, le sue attività sociali e i suoi interessi artistici si spostarono da Pittsburgh a New York. Portò la sua collezione d'arte a New York ed entrò nel consiglio di amministrazione di molte imprese, cosa che gli diede numerose opportunità di portare avanti gli interessi economici che aveva coltivato per tutta la vita.
Per esempio, come membro del consiglio di amministrazione della Equitable Life Insurance Company, Frick tentò la rimozione di James Hazen Hyde (unico figlio del fondatore ed erede), cercando di farlo nominare ambasciatore degli Stati Uniti in Francia. Frick aveva messo in atto uno stratagemma simile quando orchestrò la caduta dell'uomo che gli aveva salvato la vita un decennio prima, John George Alexander Leishman, dalla presidenza di Carnegie Steel Company. In quel caso, Leishman aveva scelto di accettare il posto di ambasciatore in Svizzera. Hyde, tuttavia, respinse il piano di Frick, ma si trasferì comunque in Francia, dove lavorò come autista di ambulanze durante la prima guerra mondiale, e vi visse fino allo scoppio della seconda guerra mondiale. Per una strana coincidenza, mentre era in Francia sposò Marthe, la figlia maggiore di Leishman.
Nel 1910, Frick acquistò una proprietà sulla Fifth Avenue all'incrocio con la 70th Street per costruirvi una mansion, ora nota come Henry Clay Frick House e sede della Frick Collection. Si trattava di una grande costruzione che ricopriva un intero isolato. Frick disse agli amici che stava costruendo quel palazzo per "far sembrare la casa di Carnegie come una baracca di minatori." Nel 1914, Frick fece costruire il William Penn Hotel a Pittsburgh, in Pennsylvania.
Oggi la Frick Collection è una delle più importanti collezioni di pittura europea degli Stati Uniti. Essa comprende numerose opere d'arte risalenti dal pre-rinascimento fino al post-impressionismo. Oltre ai dipinti, contiene anche una bellissima collezione di tappeti, porcellane, sculture e mobili di pregio ed è un meraviglioso esempio di design e architettura. Frick continuò a vivere sia nella casa di New York che a Clayton fino alla sua morte.

### Morte
Henry Clay Frick morì per un attacco cardiaco il 2 dicembre 1919, pochi giorni prima del suo settantesimo compleanno. Fu sepolto a Pittsburgh Homewood Cemetery. Quella sera, Emma Goldman e Alexander Berkman stavano partecipando ad un banchetto d'addio a Chicago, il loro ultimo tour prima di essere espulsi dal Paese da parte delle autorità federali. A una cena in onore del movimento anarchico, un reporter si avvicinò a Alexander Berkman con la notizia della morte di Frick e gli chiese che cosa avesse da dire circa l'uomo. Riferendosi alla sua imminente deportazione dagli Stati Uniti, Berkman rispose che Frick era stato "espulso da Dio. Sono contento che abbia lasciato il paese prima di me".

## Eredità
Frick redasse un testamento in cui lasciò in eredità 61 ettari di terreno non edificato alla città di Pittsburgh per la realizzazione di un parco pubblico, con un fondo di 2 milioni di dollari per agevolarne la manutenzione. Il Frick Park, venne inaugurato nel 1927. Tra il 1919 e il 1942 il denaro del fondo fiduciario venne utilizzato per allargare il parco, aumentandone la sua dimensione a oltre 240 ettari. Dopo la morte di Adelaide Howards Childs Frick nel 1931, la Frick Collection è stata aperta al pubblico come museo nel 1935.
Molti anni dopo la morte del padre, Helen Clay Frick tornò a Clayton nel 1981, dove visse fino alla sua morte nel 1984. Dopo il restauro, questa struttura è stata aperta al pubblico nel 1990 come Frick Art & Historical Center.